# Тоёкава (река)
Тоёкава (яп. 豊川 тоёкава) — река в Японии на острове Хонсю. Протекает по территории префектуры Айти.
Длина реки составляет 77 км, на территории её бассейна (724 км²) проживает около 590 000 человек. Согласно японской классификации, Тоёкава является рекой первого класса.
Исток реки находится под горой Дандо-сан или Данто-Яма (段戸山, высотой 1152 м), на территории посёлка Ситара. Тоёкава течёт по горным ущельям, в верховьях в неё впадает приток Уре (宇連川). В районе Гёмей города Тоёкава от реки отходит водоотводный канал Тоёкава (豊川放水路), после чего она впадает в залив Микава в городе Тоёхаси.
Среднегодовая норма осадков в верховьях реки составляет около 2400 мм в год, в среднем течении — 2200 мм в год, а в низовьях около 1800 мм в год.
Река дала название одноимённому городу, а также городу Тоёхаси («мост на Тоё»).
В XX и XXI веках катастрофические наводнения происходили в 1904, 1959, 1965, 1968, 1974, 1982, 1994 и 2011 годах. Во время наводнения 1959 года 11 человек погибло и пострадало 255 человек, было полностью разрушено 904 дома. В 1968 году 6 человек погибло и 10 пострадало, было полностью разрушено 28 домов.